# Елмдейл (Канзас)
Елмдейл (англ. Elmdale) — місто (англ. city) в США, в окрузі Чейс штату Канзас. Населення — 40 осіб (2020).

## Географія
Елмдейл розташований за координатами 38°22′23″ пн. ш. 96°38′46″ зх. д. / 38.37306° пн. ш. 96.64611° зх. д. (38.372965, -96.645988).  За даними Бюро перепису населення США в 2010 році місто мало площу 0,43 км², з яких 0,43 км² — суходіл та 0,00 км² — водойми.

## Демографія
Згідно з переписом 2010 року, у місті мешкало 55 осіб у 23 домогосподарствах у складі 11 родини. Густота населення становила 127 осіб/км².  Було 27 помешкань (63/км²).
Расовий склад населення:
| - 96,4 % — білих |

До двох чи більше рас належало 3,6 %. Частка іспаномовних становила 9,1 % від усіх жителів.
За віковим діапазоном населення розподілялося таким чином: 23,6 % — особи молодші 18 років, 63,7 % — особи у віці 18—64 років, 12,7 % — особи у віці 65 років та старші. Медіана віку мешканця становила 45,3 року. На 100 осіб жіночої статі у місті припадало 129,2 чоловіків;  на 100 жінок у віці від 18 років та старших — 110,0 чоловіків також старших 18 років.
Цивільне працевлаштоване населення становило 23 особи. Основні галузі зайнятості: роздрібна торгівля — 65,2 %, виробництво — 26,1 %, освіта, охорона здоров'я та соціальна допомога — 8,7 %.